# Jan Fałkowski
Jan Michał Fałkowski – polski ekonomista, doktor habilitowany nauk ekonomicznych, profesor na Uniwersytecie Warszawskim.

## Kariera naukowa
W 2004 roku na Uniwersytecie Warszawskim uzyskał tytuł magistra ekonomii. W 2008 roku na Wydziale Nauk Ekonomicznych tej samej uczelni uzyskał stopień doktora nauk ekonomicznych w zakresie ekonomii na podstawie rozprawy pt. Transmisja cen i transfery w polskim sektorze mleczarskim. Implikacje dla niewielkich producentów, której promotorem był Jerzy Wilkin. W tym samym roku został zatrudniony na tejże uczelni, a w 2016 roku uzyskał na jej Wydziale Nauk Ekonomicznych stopień doktora habilitowanego nauk ekonomicznych w dyscyplinie ekonomii na podstawie pracy pt. Sektor rolno-spożywczy i obszary wiejskie – spojrzenie z perspektywy instytucji gospodarczych, instytucji politycznych oraz relacji siły i zależności między stronami dokonującymi transakcje.